# 大城戸功
大城戸 功（おおきど いさお、1955年〈昭和30年〉10月23日 - ）は、日本の剣道家（範士八段）、元愛媛県警察官。第7回（1988年）世界剣道選手権大会個人戦優勝者。現在、松風舘舘長、愛媛県剣道連盟副会長、新田青雲中等教育学校講師。
次男である大城戸知は大阪府警察所属。幼少期は松風舘にて父親である功から剣道を学び、地元新田高等学校から鹿屋体育大学に進学。その後、大阪府警察に奉職。第15回（2012年）世界剣道選手権大会日本代表（個人戦出場）。第17回（2018年）世界剣道選手権大会日本代表（主将として団体戦出場）。平成28年度全国警察剣道選手権大会優勝者。

## 経歴
- 愛媛県松山市出身。小学校6年生から味酒剣道会で剣道を始める。
- 私立新田高等学校から松山商科大学（現松山大学）へ進学。
- 1974年（昭和49年）、中四国学生剣道選手権大会優勝。
- 1975年（昭和50年）、中四国学生剣道選手権大会優勝。
- 1977年（昭和52年）、中四国学生剣道選手権大会優勝。
- 1977年（昭和52年）、全日本学生剣道選手権大会優勝。
- 1978年（昭和53年）、愛媛県警察に奉職。機動隊に勤務。
- 1980年（昭和55年）、全日本剣道選手権大会ベスト8。
- 1985年（昭和60年）、全国警察剣道大会団体第2部優勝。
- 1986年（昭和61年）、全国警察剣道選手権大会ベスト8。
- 1987年（昭和62年）、全日本剣道選手権大会第三位。
- 1988年（昭和63年）、世界剣道選手権大会個人優勝。
- 1989年（平成元年）、愛媛県警察を退職。
- 1990年（平成2年）、松山市内に道場「松風舘」を開く。
- 2009年（平成21年）、全日本選抜剣道八段優勝大会第三位。
- 2017年（平成29年）、範士号受称